# Libnotes phaeonota
Libnotes phaeonota là một loài ruồi trong họ Limoniidae. Chúng phân bố ở miền Australasia.